# 52 Herculis
Désignations
52 Herculis (en abrégé 52 Her) est une étoile triple, de cinquième magnitude de la constellation boréale d'Hercule. D'après la mesure de sa parallaxe annuelle par le satellite Hipparcos, le système est situé à environ ∼ 180 a.l. (∼ 55,2 pc) de la Terre. Il se rapproche du Système solaire à une vitesse radiale de −1,6 km/s
Sa composante primaire, désignée 52 Herculis A, est une étoile chimiquement particulière magnétique de type spectral A1VpSiSrCr, dont le spectre apparaît comme celui d'une étoile blanche de la séquence principale qui présente des surabondance marquées en silicium, strontium et chrome. C'est une variable de type α2 Canum Venaticorum dont la magnitude apparente varie entre 4,78 et 4,85 selon une période de 3,856 7 jours. Elle possède de ce fait la désignation d'étoile variable de V637 Herculis. L'étoile est âgée autour de 525 millions d'années et elle est 2,2 fois plus massive que le Soleil. Elle tourne sur elle-même à une vitesse de rotation projetée de 23 km/s. Le rayon de l'étoile est 2,3 fois plus grand que le rayon solaire, elle est 29,5 fois plus lumineuse que le Soleil et sa température de surface est de 8 840 K.
Les deux autres étoiles du système, 52 Herculis B et C, forment un sous-système binaire dont la période orbitale est de 56 ans, avec un demi-grand axe de 0,279 seconde d'arc et une excentricité orbitale de 0,13. Elles ont une séparation angulaire de 1,78 seconde d'arc avec l'étoile primaire. La masse totale de la paire est de 1,16 ± 0,09 M☉ et elles ont une magnitude apparente combinée de 8,85. Le membre le plus brillant de la paire est une naine orange de type spectral K0V présumé.